# Gebänderter Blasebalgfisch
Der Gebänderte Blasebalgfisch (Centriscops humerosus) ist eine Art der Schnepfenfische und auf der südlichen Erdhalbkugel vor allem in gemäßigten Meeresgebieten weit verbreitet.

## Merkmale
Der Gebänderte Blasebalgfisch besitzt einen hohen, seitlich stark abgeflachten Körper und eine auffällige, lang ausgezogene und röhrenförmige Schnauze. Er erreicht eine Körperlänge von 28 bis 30 Zentimeter. Während die Jungfische silbrig mit blassen Diagonalbändern sind, sind die Adulten silbrigweiß, die sechs Diagonalbänder orange, dunkelrot, braun bis fast schwärzlich gefärbt. Älteren Fischen wächst ein großer Buckel hinter dem Kopf. In einer Reihe hinter den Augen finden sich vier längliche Knochenplatten.
Der Fisch besitzt eine zweiteilige Rückenflosse, wobei die erste aus sieben Flossenstacheln besteht und der zweite Stachel prominent verlängert ist. Die zweite Rückenflosse besteht aus 16 bis 18 und die Afterflosse aus 17 bis 21 Flossenstrahlen.

## Verbreitung
Der Gebänderte Blasebalgfisch kommt circumglobal in den Meeren der südlichen Erdhalbkugel vor. So lebt er im südlichen Atlantik an der Küste Südafrikas, Argentiniens, sowie bei Tristan da Cunha und der Gough-Insel, außerdem im südwestlichen Pazifik an den Küsten Australiens und Neuseelands. Den Verbreitungsschwerpunkt hat der Fisch in gemäßigten Breiten, südlich bis 55° südlicher Breite.

## Lebensweise
Die Fische leben bodennah, vor allem an Küsten in Tiefen von 35 bis 1000 Meter (meist zwischen 400 und 750 Meter) über dem Kontinentalschelf. Sie ernähren sich von bodenbewohnenden wirbellosen Tieren.